# Андреа Превіталі
Андреа Превіталі (італ. Andrea Previtali; 1480, Бербенно — 1528, Бергамо) — італійський художник епохи Відродження. Він був учнем Джованні Белліні.

## Біографія
Андреа Превіталі народився в невеликому селі провінції Бергамо. Природжений талант художника у молодому віці привів його до Венеції — одного з головних художніх центрів того часу. 
У ранніх картинах художника, зокрема у портретах і пейзажах, відслідковується вплив творчості таких художників, таких як Карпаччо, Джорджоне, Якопо Пальма старший, яких він зустрів під час перебування у Венеції.
У 1511 році Превіталі повернувся до Бергамо, своє рідне місто, де він почав писати твори під впливом робіт Лоренцо Лотто.

## Основні роботи
- «Мадонна з немовлям і донаторами» (1502, Громадські музеї, Падуя);
- «Містичний шлюб святої Катерини з християнською церквою» (церква Сан-Джоббе, Венеція);
- «Благовіщення» (Святилище Санта-Марія-Аннунціата, Вітторіо-Венето);
- « Мадонна зі святими» (Академія Каррара, Бергамо);
- «Святий Бенедикт в своєму кріслі зі святими» (Собор Бергамо);
- «Коронація Діви Марії» (Академія Брери, Мілан);
- «Мадонна з немовлям і двома ангелами» (Національна галерея, Лондон);
- «Мадонна з немовлям і святими Іоанном Хрестителем і Катериною» (Національна галерея, Лондон);
- «Мадонна з немовлям і ченцем, що молиться і св. Катериною» (Національна галерея, Лондон);
- «Мадонна з немовлям і оливковою гілочкою» (Національна галерея, Лондон);
- «Спаситель Світу» (Національна галерея, Лондон);
- «Благословення Христа» (Національна галерея, Лондон);
- «Портрет невідомого» (Музей Польді-Пеццолі, Мілан);
- «Відпочинок на шляху до Єгипту» (Колекція Фарінгдон, Оксфордшир, Велика Британія);
- «Загибель армії фараона в Червоному морі» (Галерея Академії, Венеція);
- «Різдво» (Галерея Академії, Венеція);
- «Святе сімейство зі святим Єронімом» (1525, Єпископський палац, Брешія).

## Галерея

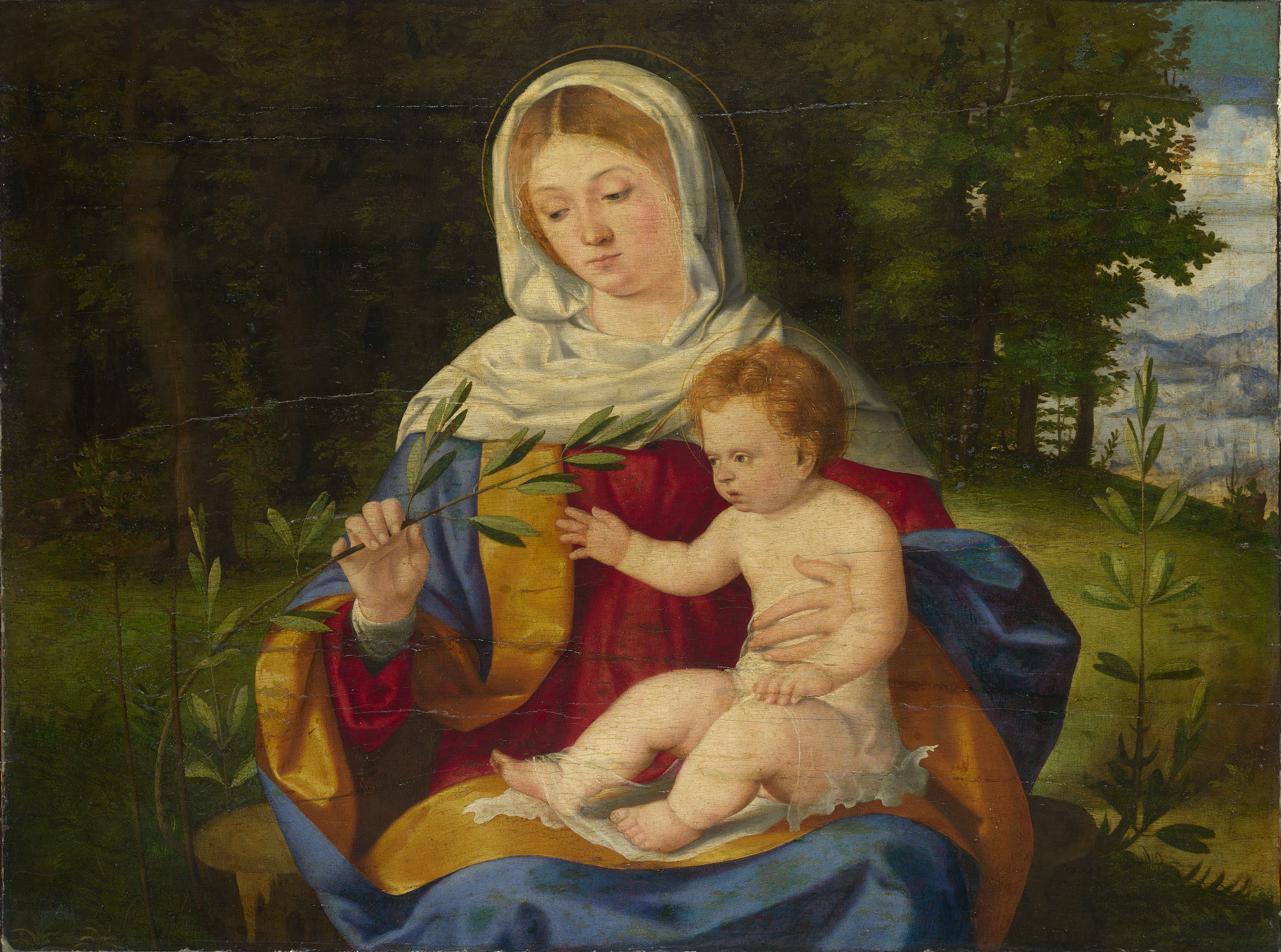
«Мадонна з немовлям і оливковою гілочкою», Національна галерея, Лондон
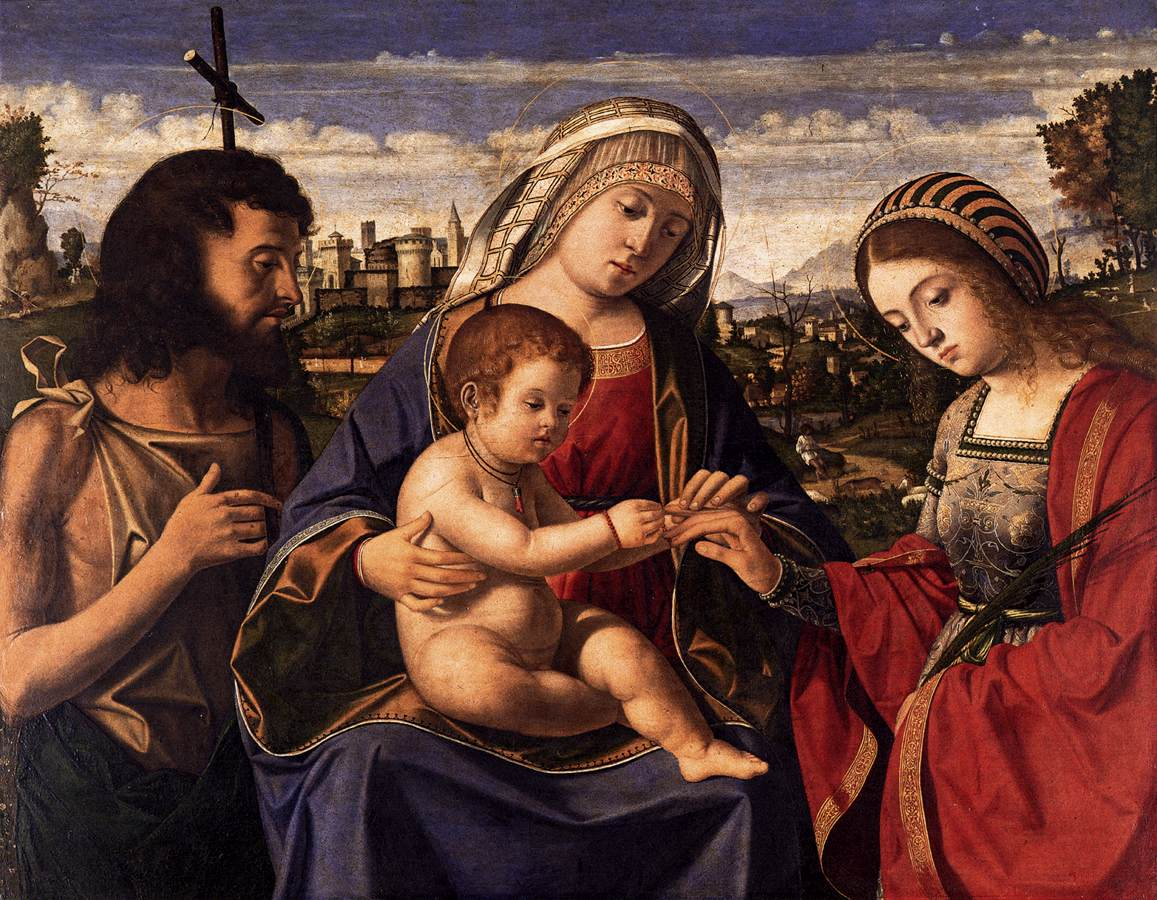
«Містичне заручення святої Катерини»
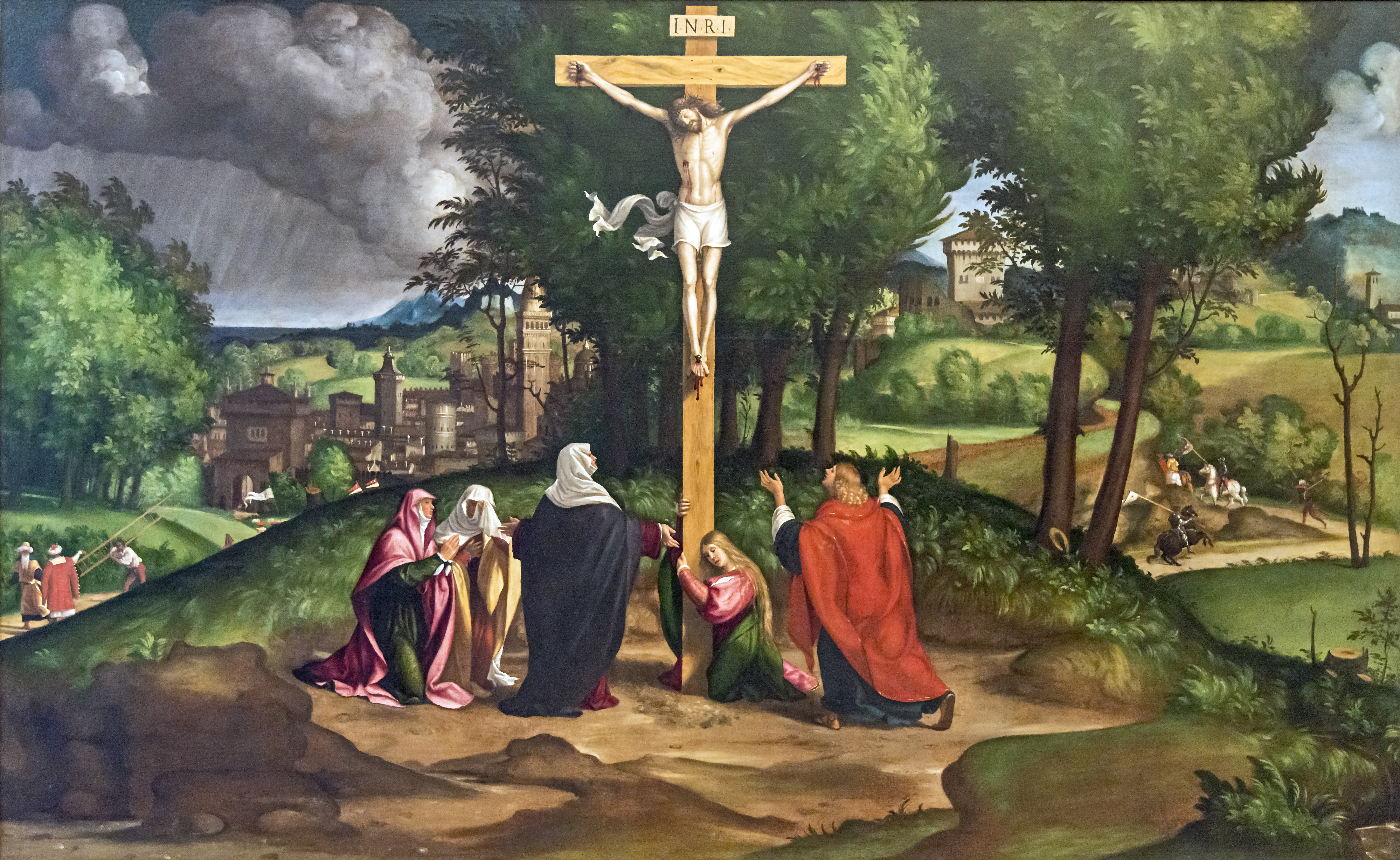
«Розп'яття»
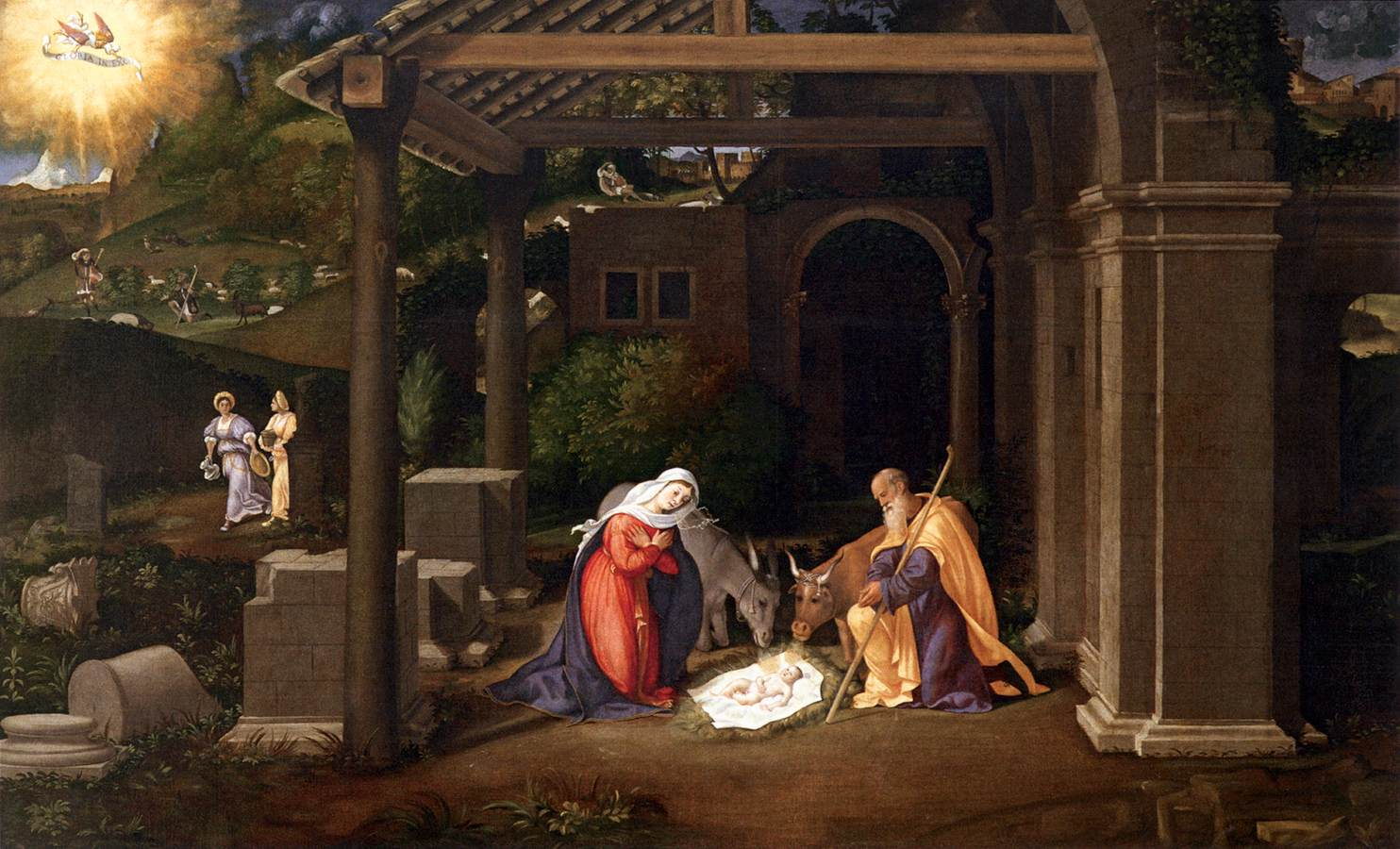
«Різдво»
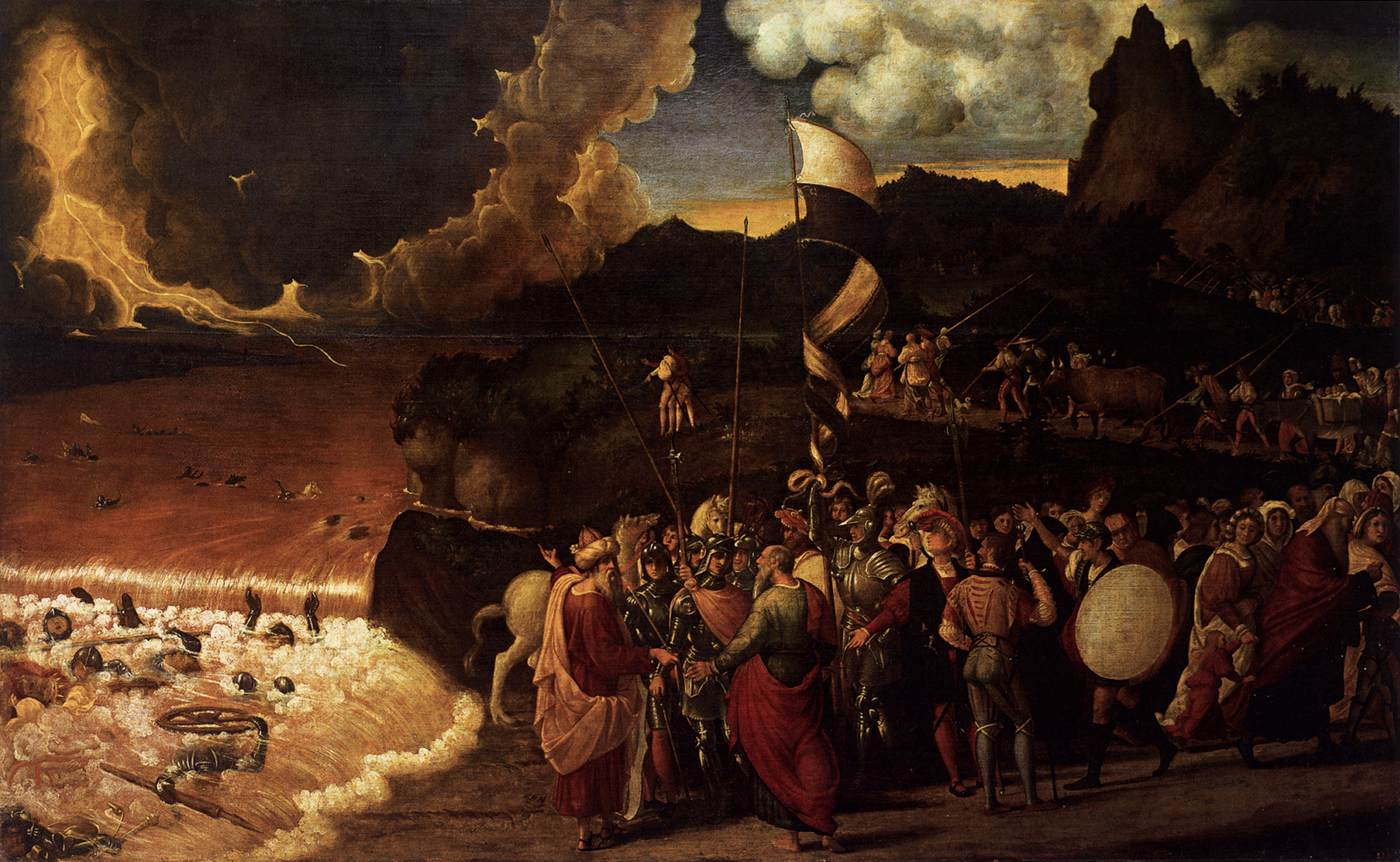
«Загибель армії фараона в Червоному морі»
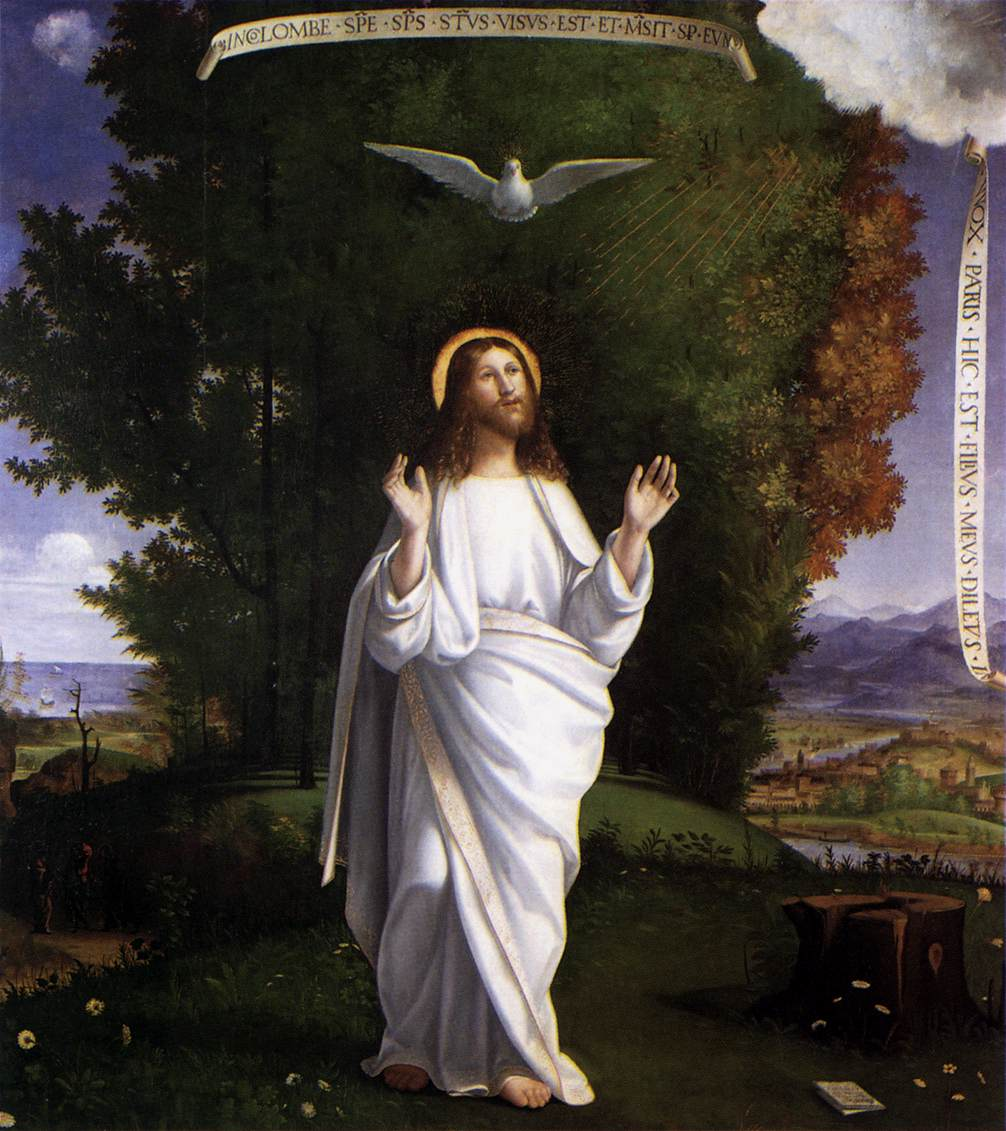
«Преображення»
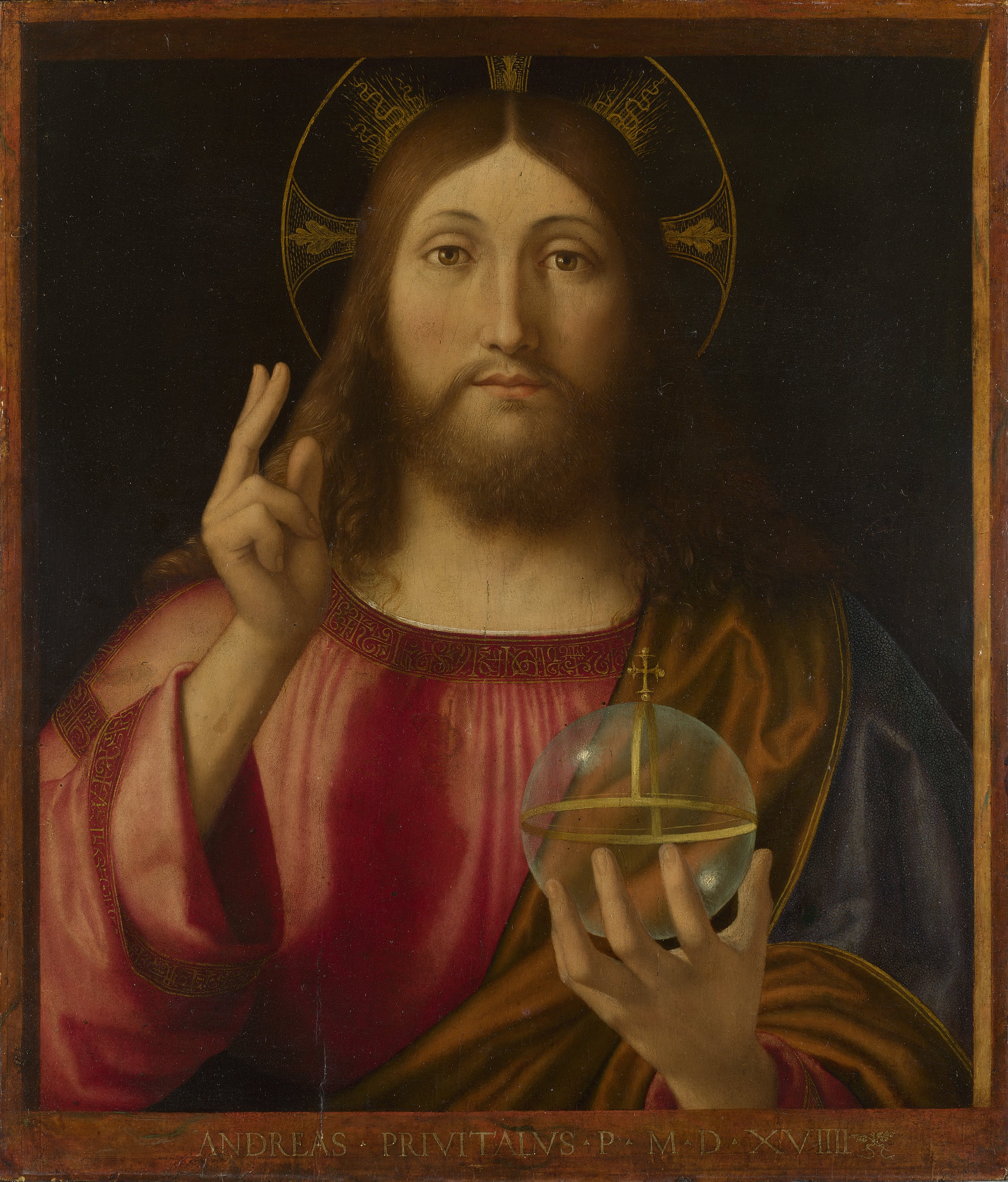
«Спаситель Світу» (Національна галерея, Лондон)